# Bystřice nad Pernštejnem
Bystřice nad Pernštejnem (německy Bistritz ob Pernstein) je město na západě Moravy v Kraji Vysočina v okrese Žďár nad Sázavou, 24 km východně od Žďáru nad Sázavou na říčce Bystřici. Žije zde přibližně 7 900 obyvatel.

## Historie

### Středověk
Město, založené v 13. století (první písemná zmínka pochází z roku 1220), získalo svoje pojmenování po místní říčce Bystřici. Ve 14. století se Bystřice stala hospodářským a obchodním centrem okolních vsí, které patřily do pernštejnského panství. V roce 1580 byla Bystřice povýšena Rudolfem II. na město.
Pernštejnské panství bylo ukončeno v roce 1588, kdy Jan z Pernštejna prodal panství i s hradem hrad Pernštejn městu Brnu. Majitel města se posléze často měnil. Brno zanedlouho prodalo Bystřici Václavu Plesu Heřmanskému ze Sloupna. Roku 1609 byla Bystřice prodána zemskému písaři Janu Čejkovi z Olbramovic, který se však aktivně účastnil stavovského povstání proti Ferdinandovi II., a proto po bitvě na Bílé hoře pozbyl veškeré jmění včetně bystřického panství. Správu panství roku 1621 převzali nejdříve císařští komisaři Václav ze Zástřizl na Boskovicích a Jan Matyášovský z Matyášovic a roku 1623 byl statek bystřický prodán hraběti Jiřímu z Náchoda.

### 20. a 21. století
Roku 1905 byla zavedena do města železnice ze Žďáru nad Sázavou do Tišnova, což výrazně přispělo k rozvoji průmyslu. K rozvoji města také přispěla těžba uranu v Dolní Rožínce. Dne 10. května 1925 dostala Bystřice přízvisko „nad Pernštejnem“.
Po roce 2000 proběhly mnohočetné úpravy a opravy náměstí, které byly financovány fondy EU. Do dnešní podoby se dostalo roku 2010. Stejného roku se mikroregion Bystřicko, do kterého Bystřice patří, stal evropskou excelentní destinací (EDEN – European Destination of Excellence). Díky tomu mohla Bystřice získat další dotace a zvýšit tak svůj cestovní ruch. Roku 2014 započala výstavba farmy Centrum Eden a rekonstrukce stávajících budov poblíž nádraží. Stejného roku započala i výstavba zimního stadionu ve vlastnictví firmy H+H.
Dne 29. května 2010 navštívil Bystřici u příležitosti oslav 430. výročí povýšení na město prezident Václav Klaus. 1. července 2016 a 27. června 2019 zde byl na návštěvě prezident Miloš Zeman.

## Znak
Při povýšení na město roku 1580 byl udělen městu znak, kterým je zlatý štít, svisle dělený modrým kůlem. V levé polovině je půle černé zubří hlavy se zlatou houžví, v pravé půli je černá doprava hledící orlice.

## Obyvatelstvo
| Rok            | 1869  | 1880  | 1890  | 1900  | 1910  | 1921  | 1930  |
| -------------- | ----- | ----- | ----- | ----- | ----- | ----- | ----- |
| Počet obyvatel | 5 468 | 5 405 | 5 119 | 5 006 | 4 770 | 4 576 | 4 170 |
| Rok            | 1950  | 1961  | 1970  | 1980  | 1991  | 2001  | 2011  |
| Počet obyvatel | 3 922 | 5 032 | 7 644 | 9 510 | 9 304 | 9 068 | 8 279 |

## Školství

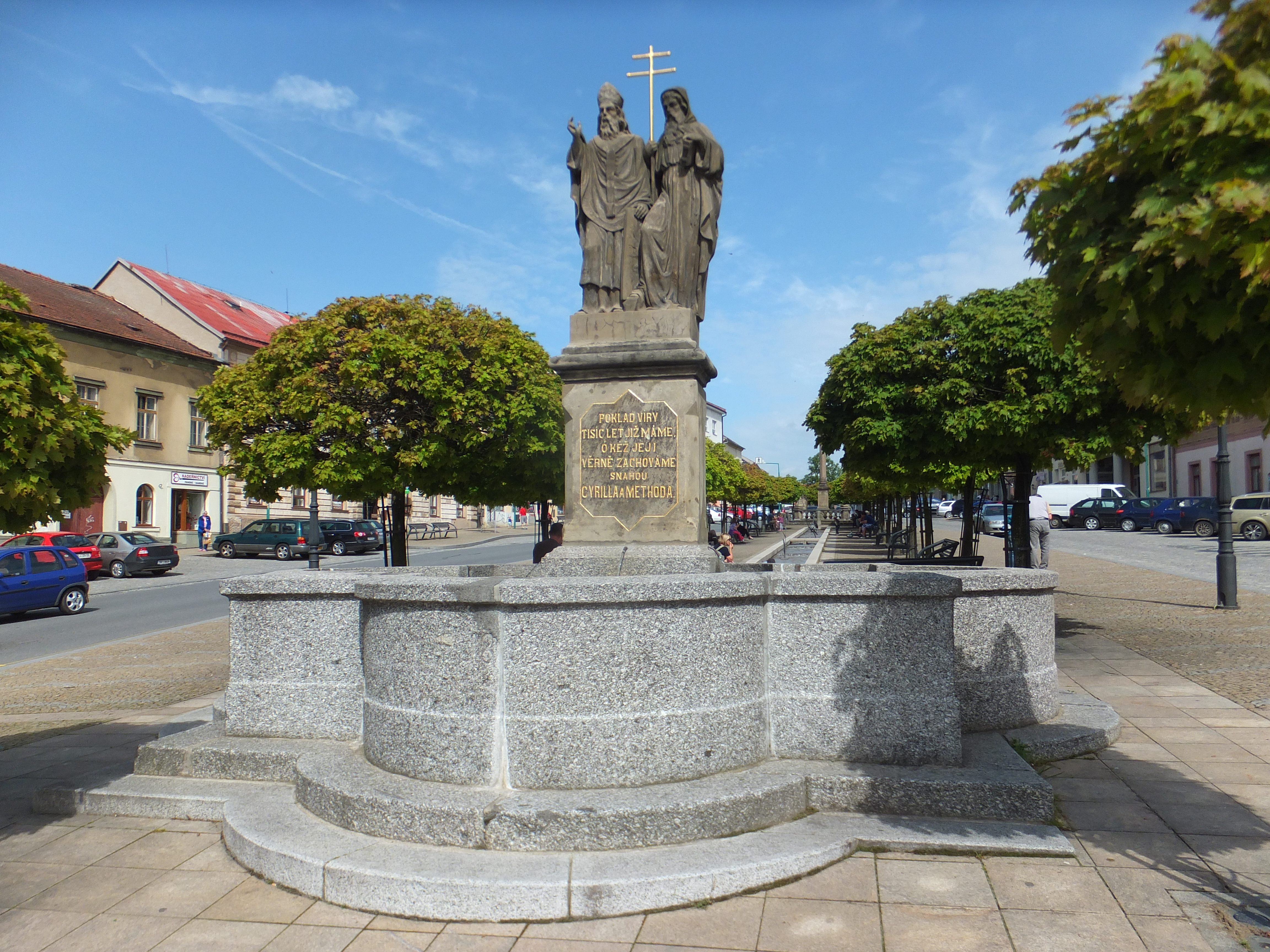
Kašna se sousoším Cyrila a Metoděje

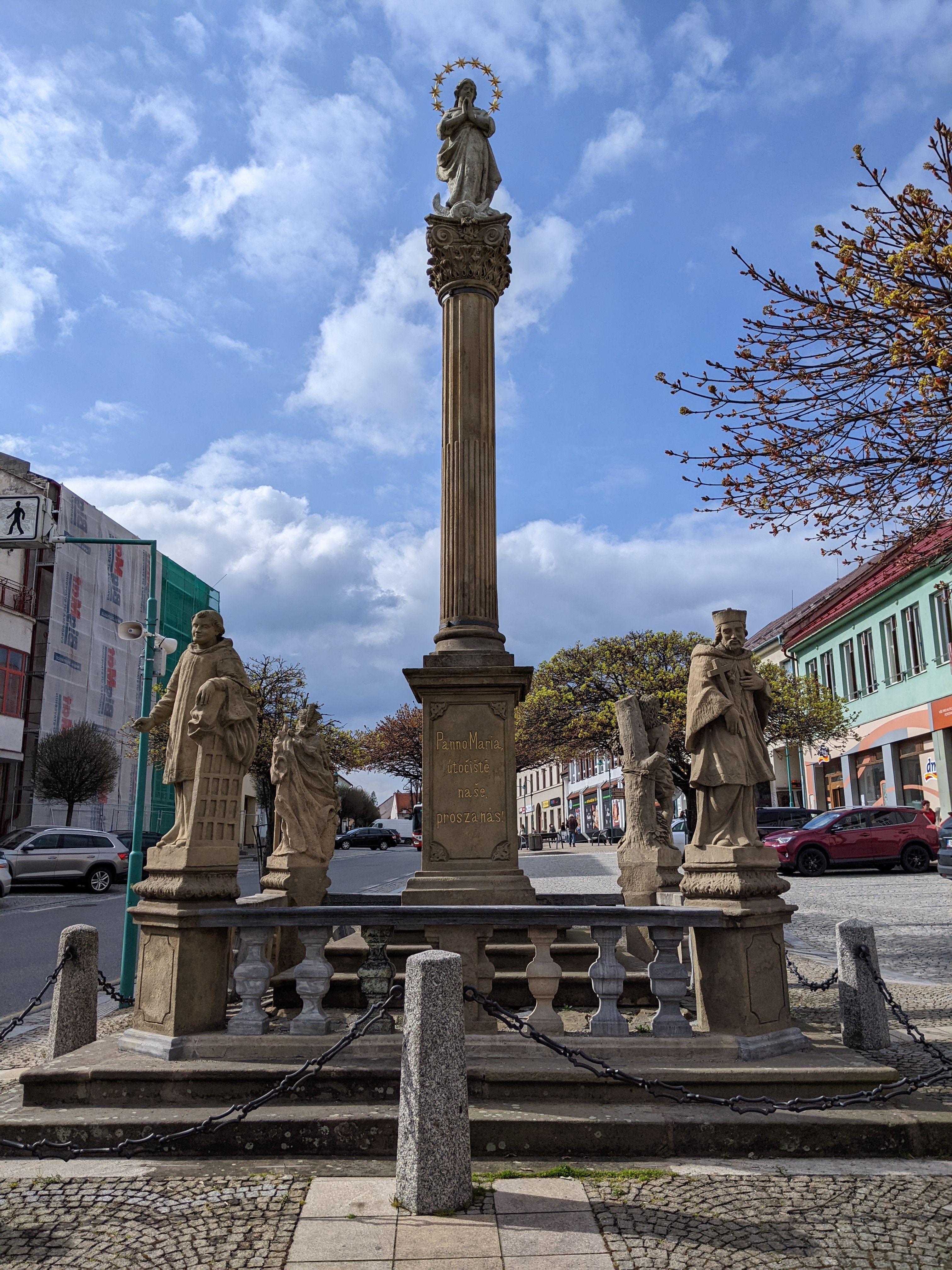
Mariánský sloup na náměstí

- Mateřská škola Bystřice nad Pernštejnem
- Základní škola T. G. Masaryka
- Základní škola Bystřice n. P., Nádražní 615
- Základní škola Bystřice nad Pernštejnem, Tyršova
- Gymnázium Bystřice nad Pernštejnem
- Vyšší odborná škola a Střední odborná škola zemědělsko-technická Bystřice nad Pernštejnem
- Dům dětí a mládeže Bystřice nad Pernštejnem
- Základní umělecká škola Bystřice nad Pernštejnem

## Pamětihodnosti
- Kostel svatého Vavřince, původně raně gotická stavba ze 13. století s barokní přestavbou
- kostel svaté Trojice z roku 1615 původně sloužil evangelíkům, dnes je kostel hřbitovní.
- kaple svaté Anny na Černém vršku z roku 1749
- Kašna na náměstí z roku 1892 se sochami Cyrila a Metoděje
- Mariánský sloup z roku 1727 na náměstí
- Sousoší kříž s pietou z roku 1881 na náměstí
- Socha Tomáše Garrigua Masaryka od sochaře Vincence Makovského a v úpravě Vladimíra Preclíka. V roce 1990 byla postavena na Václavském náměstí v Praze na výstavě k prvnímu výročí sametové revoluce. Její kopie je i v Brně před budovou Masarykovy univerzity na Joštově ulici.
- Pamětní deska obětem komunismu na budově Městského muzea Bystřice nad Pernštejnem[9]

## Partnerská města
- Boguchwała, Polsko
- Crimmitschau, Německo
- Vranov nad Topľou, Slovensko[10]
- Trosťanec, Ukrajina[11]

Bystřice nad Pernštejnem má také přátelské vztahy s městem Mád v Maďarsku.

## Osobnosti
- Izaiáš Cibulka (1533?–1582), překladatel Bible kralické
- Antonín Boček (1802–1847), první moravský historiograf a archivář
- Karel Šmídek (1818–1878), kněz, filozof, pedagog
- Gustav Pfleger Moravský (1833–1875), spisovatel
- František Šťastný (1836–1908), zakladatel turistiky v obci Vír a na Bystřicku
- MUDr. František Veselý (1862–1923), lékař, vlastenec, balneolog – zakladatel lázní Luhačovice
- Otto Eisler (1893–1968), architekt
- Ladislav Kobsinek (1903–1988), československý voják a člen Národní obce fašistické
- František Vrbka (1924–1943), československý voják, člen výsadku Bronse
- Zdeněk Kolář (* 1994), tenista
- Luboš Fendrych (*4. prosince 1984), advokát

## Části města
- Bystřice nad Pernštejnem
- Bratrušín
- Divišov
- Domanín
- Domanínek
- Dvořiště
- Karasín
- Kozlov
- Lesoňovice
- Pivonice
- Rovné
- Vítochov

Od 1. července 1980 do 31. prosince 1991 k městu patřily i Věchnov a Velké Janovice.